# Kō Nishimura
Kō Nishimura (西村 晃) (Sapporo, 25 gennaio 1923 – Kokubunji, 29 aprile 1997) è stato un attore giapponese.

## Filmografia parziale
- Desiderio rubato (盗まれた欲情, Nusumareta yokujō), regia di Shōhei Imamura (1958)
- La sfida del samurai (Yojimbo), regia di Akira Kurosawa (1961)
- Anatomia di un rapimento (Tengoku to jigoku), regia di Akira Kurosawa (1963)
- Kwaidan (Kaidan), regia di Masaki Kobayashi (1964)
- Killer Samurai (大菩薩峠, Dai-bosatsu Tōge), regia di Kihachi Okamoto (1966)
- Lady Snowblood (Shurayuki-hime), regia di Toshiya Fujita (1973)
- Kimi yo fundo no kawa o watare,  regia di Jun'ya Satō (1976)